# Mario Pannunzio
Mario Pannunzio (Lucca, 5 marzo 1910 – Roma, 10 febbraio 1968) è stato un giornalista e politico italiano.
Fu direttore di Risorgimento Liberale e Il Mondo; come politico, fu tra i fondatori del rinato Partito Liberale e poi del Partito Radicale.

## Biografia

### La giovinezza
Mario Pannunzio nacque da Guglielmo, avvocato di origine molisana di Agnone, e dalla contessa Emma Bernardini. Il padre era di idee radicali, la madre apparteneva invece a una famiglia di tradizione cattolica. Nel 1921 la famiglia Pannunzio si trasferì a Roma. Mario compì gli studi nella capitale: frequentò il liceo classico Mamiani e, dietro le pressioni del padre, si iscrisse a giurisprudenza.
Decise di laurearsi in fretta, per dedicarsi poi alla sua grande passione: la pittura. Durante gli anni universitari iniziò a frequentare il caffè Aragno, il locale di via del Corso (al civico 180) presso il quale si raccoglievano gli intellettuali capitolini degli anni trenta. Pannunzio conseguì la laurea in legge il 6 luglio 1931. Quell'anno partecipò alla «Prima quadriennale d'arte nazionale» (Roma, gennaio-agosto 1931). Tre anni dopo abbandonò la pittura per la critica letteraria. Conobbe Attilio Riccio, che lo introdusse in nuovi ambienti. Entrò nella redazione de Il Saggiatore (1930-1933), rivista di cultura non conformista. Pannunzio scrisse recensioni e articoli dove discusse i caratteri generali del romanzo. In quegli anni Pannunzio incontrò di nuovo il suo conterraneo Arrigo Benedetti (i due si conoscevano sin da bambini) e iniziò una lunga amicizia con Ennio Flaiano.
Tra il 1933 e il 1935 fu impegnato in tre riviste, fondate insieme a un gruppo di amici: 
- «Oggi. Settimanale di lettere ed arti» (poi «Rassegna mensile»), uscì dal maggio 1933[1] al maggio 1934. Il gruppo di «Oggi» era formato da Pannunzio insieme a Antonio Delfini, Eurialo De Michelis, Guglielmo Serafini e Elio Talarico. Essi svilupparono un dibattito attorno al rinnovamento della letteratura italiana. La rivista sostenne, nel dibattito in corso in quegli anni, l'orientamento neorealista, sia contro la tradizione artistica precedente (le riviste «Strapaese» e «Il Selvaggio»), sia contro le estreme avanguardie nate nel primo trentennio del secolo[2];
- «La Corrente», fondata insieme ad Alberto Moravia;
- «Caratteri» nacque nel marzo 1935 e visse per pochi numeri fino al luglio dello stesso anno. Pannunzio la fondò con Arrigo Benedetti e Antonio Delfini.

Le prime esperienze giornalistiche furono molto significative: Pannunzio comprese “l'influenza enorme del giornalismo”, una forma di comunicazione di cui non aveva avvertito l'importanza negli anni in cui fu pittore o critico letterario. 
Tra il 1936 e il 1937 si dedicò al cinema. Frequentò il Centro sperimentale cinematografico di Roma; girò come regista il cortometraggio Vecchio Tabarin, che fu la prima tesi discussa al centro sperimentale.

### I rotocalchi
Pannunzio tornò al giornalismo nel 1937, chiamato, insieme ad Arrigo Benedetti, alla redazione di «Omnibus». Fondato da Leo Longanesi ed edito da Rizzoli, il settimanale era realizzato con l'allora innovativa tecnica del rotocalco. Per questa testata Pannunzio tenne una rubrica di critica cinematografica. Nel febbraio 1939 «Omnibus» fu chiuso per un provvedimento del Minculpop. L'esperienza nel periodico longanesiano, durata quasi due anni, rappresentò il suo vero periodo di apprendistato in una redazione.
Considerato uno dei migliori allievi di Longanesi, Pannunzio fu chiamato a Milano da Angelo Rizzoli, che intendeva lanciare una nuova rivista in rotocalco. Con Benedetti cercò allora di ricostituire un riferimento per intellettuali anticonformisti e, riprendendo il nome della sua prima testata, lo chiamò Oggi. Anche questa testata non ebbe vita lunga e nel 1942 fu chiusa, sempre per motivi politici. Successivamente Pannunzio tornò a Roma.
Scrisse, assieme a Leo Longanesi e Arrigo Benedetti, l'articolo di fondo del 26-27 luglio 1943 apparso sul «Messaggero» in cui si celebrava il ritorno alla libertà.

Durante l'occupazione tedesca di Roma (iniziata l'8 settembre 1943), Pannunzio costituì un gruppo liberale clandestino con altri amici romani: il Movimento liberale italiano. Il giornale del neonato movimento fu «Risorgimento Liberale». Foglio clandestino, uscì irregolarmente tra il 1943 e la liberazione di Roma (4 giugno 1944). Nel dicembre 1943 Pannunzio fu arrestato dai nazisti mentre si trovava nella tipografia del giornale; trascorse alcuni mesi nel carcere di Regina Coeli. 
Dopo la liberazione della capitale, Pannunzio fu nominato direttore di «Risorgimento Liberale», divenuto organo ufficiale del ricostituito Partito Liberale Italiano. In anni caratterizzati da forti contrasti ideologici, Pannunzio si adoperò affinché si ponesse termine ai governi espressione del Comitato di Liberazione Nazionale (CLN), e non esitò, andando controcorrente, a denunciare il dramma delle foibe, dell'esodo giuliano-dalmata e dei prigionieri italiani in Russia. Il suo antistalinismo procedette di pari passo col suo antifascismo.
Il congresso PLI del novembre 1947 sancì la vittoria dell'ala destra. Pannunzio decise di uscire dal partito. Contestualmente lasciò anche la direzione del quotidiano. Successivamente s'iscrisse al Movimento Federalista Europeo di Altiero Spinelli.

### «Il Mondo»
Sia Mazzocchi che Rizzoli proposero a Pannunzio la direzione di una rivista, lasciandogli carta bianca sull'impostazione grafica e la linea editoriale. Pannunzio scelse di collaborare con Mazzocchi, dopo aver sentito i suoi collaboratori. L'incubazione della nuova rivista durò dal 1948 al 1949. Nel frattempo, dal marzo 1948 Pannunzio collaborò all'«Europeo» edito da Mazzocchi e diretto dall'amico Benedetti, incaricato della “revisione politica” del lavoro della redazione romana. 
La sua nuova rivista fu «Il Mondo» (il nome riprendeva una testata del passato, quella fondata nel gennaio 1922 da Giovanni Amendola). Il primo numero uscì il 19 febbraio 1949. Grazie al consolidato prestigio del suo fondatore, la rivista divenne in breve tempo un centro di aggregazione e di trasmissione delle istanze intellettuali del periodo. Numero e qualità dei collaboratori e dei temi affrontati lo resero di fatto un soggetto politico informale, che dall'esterno delle istituzioni si pose come interlocutore privilegiato, fornendo un valido esempio al Paese (almeno in una forma che ne consentisse influenza) di "giornalismo d'opinione". L'idea è di realizzare una "terza forza", liberale, democratica, laica, allargata a una parte dei socialisti, capace di inserirsi come alternativa tra i due grandi blocchi usciti dalle elezioni del 1948, quello democristiano e quello comunista. Quindi una terza forza antifascista, anticomunista, anticlericale. 
Nel 1951 il gruppo di Pannunzio ("Gli Amici del Mondo") ritornò nel Partito Liberale.

### Il Partito Radicale
Non volendo rimanere compresso e ristretto nei limiti della comunicazione giornalistica, l'insieme delle istanze promosse da collaboratori e sostenitori del «Mondo» (che in breve furono definiti e cominciarono ad aggregarsi sotto la denominazione di "Amici del Mondo") si tradusse nelle forme aggregative esterne che trovarono spazio di sviluppo e modo di coinvolgimento nei "Convegni del Mondo".
Nel 1954 si elesse il nuovo segretario del PLI. La maggioranza del partito si spostò a destra. Il 15 luglio Pannunzio, Carandini, Libonati e Paggi si dimisero dalla Direzione del Partito Liberale in dissenso con la linea espressa dal nuovo segretario, Giovanni Malagodi. La scissione dal Partito Liberale che condusse di lì a poco alla fondazione di un nuovo partito, il «Partito radicale dei democratici e dei liberali», che venne fondato a Roma il 9 dicembre 1955. Successivamente il nome fu accorciato in Partito Radicale. Tra i fondatori, oltre a Pannunzio, vi furono Leopoldo Piccardi, Ernesto Rossi, Leo Valiani, Guido Calogero, Giovanni Ferrara, Paolo Ungari, Eugenio Scalfari, Marco Pannella. Del comitato esecutivo provvisorio del partito Pannunzio fu anche, insieme a Valiani, uno dei principali esponenti.
Nel 1962 al Consiglio nazionale del Partito prevalse la componente di Villabruna, Piccardi, Rossi e Pannella. Pannunzio e Benedetti ruppero con la maggioranza del partito e si dimisero. I rapporti di Pannunzio con Ernesto Rossi divennero "molto freddi" e i due, che si sentivano quasi quotidianamente, smisero di frequentarsi. Di conseguenza, Rossi, cessò la collaborazione al «Mondo».
La presenza di Leopoldo Piccardi nel Partito Radicale fu la causa della rottura dell'amicizia tra Pannunzio ed Ernesto Rossi. Il saggio storico Storia degli ebrei italiani sotto il fascismo di Renzo De Felice rivelò che negli anni 1938-39 Piccardi, consigliere di Stato, aveva partecipato a dei convegni razzisti. Pannunzio e Nicolò Carandini chiesero le dimissioni di Piccardi, Ernesto Rossi invece lo difese. Rossi iniziò anche a raccogliere e fotocopiare articoli tratti dal settimanale «Oggi» del 1939-1943 (cioè del periodo fascista) che potessero compromettere Pannunzio. Quando Pannunzio scoprì che Rossi stava raccogliendo un dossier personale su di lui, si consumò la drammatica rottura tra i due.
«Il Mondo» avrebbe in seguito sostenuto le prime battaglie dei radicali, ad esempio quella contro la speculazione edilizia e gli intrecci fra imprenditoria e politica (in particolare tra il mondo democristiano e la Federconsorzi), corroborato dall'analogo supporto che Arrigo Benedetti assicurava con il suo settimanale L'Espresso. Il settimanale fu chiuso l'8 marzo 1966.
Mario Pannunzio morì nel 1968 all'età di 57 anni a causa di una fibrosi polmonare. Sulla bara volle una copia de I promessi sposi, il celeberrimo romanzo di Alessandro Manzoni, autore di cui apprezzava il temperamento liberale e l'umanesimo cristiano.

## Intitolazioni
Nel 1968 è stata fondata in suo onore, a Torino, l'associazione culturale «Centro Pannunzio» per iniziativa di Arrigo Olivetti, Mario Soldati e Pier Franco Quaglieni, che la dirige sin dalle origini.

Nel 2010 Posteitaliane, su proposta del Centro "Pannunzio" di Torino, in occasione del centenario della nascita, gli hanno dedicato un francobollo tirato in 4 milioni di copie.

## Opere

### Saggi
- Le passioni di Tocqueville (saggio pubblicato sulla rivista «XX Secolo» nell'agosto 1943, apparso in volume nel 1968)[16]

### Sceneggiature per il cinema
- Il documento e I grandi magazzini, regia di Mario Camerini (1939)
- Capitan Fracassa, regia di Duilio Coletti (1940)
- La maschera di Cesare Borgia, regia di Duilio Coletti (1941)
- Una storia d'amore, regia di Mario Camerini (1942)
- L'abito nero da sposa, regia di Luigi Zampa (1945)
- Europa '51, regia di Roberto Rossellini (1952)